# Асыката
Асыката (быв. Кировский) — село в Жетысайском районе Туркестанской области Казахстана. Административный центр и единственный населённый пункт Асыкатинской сельской администрации. Код КАТО — 613843100.
Село расположен на левобережье Сырдарьи в 20 км к северу от железнодорожной станции Джетысай (на линии Джизак—Сырдарьинская). Через посёлок проходит автомобильная дорога Ташкент — Шардара — Арыс — Кентау. В посёлке работает хлопкоочистительный завод «Ак-Алтын».
На основании постановления Совета Народных Комиссаров СССР и ЦК ВКП(б) от 26 апреля 1940 года «О мерах по дальнейшему подъёму сельского хозяйств и в особенности технических культур в южных областях Казахской ССР» бюро Южно-Казахстанского обкома КП(б) Казахстана совместно с исполкомом областного Совета депутатов трудящихся 22 мая 1940 года приняли решение об организации нового Кировского района на территории вновь орошаемых земель Притугайных веток Пахтааральского района.
Таким образом, район был образован 10 ноября 1940 года.
Новому району из Пахтааральского было передано 60 колхозов в количестве 9200 хозяйств с земельной площадью 33320 га и населением 28 тысяч человек и 13 тысяч га полевых земель совхоза «Пахта-Арал» с населением 17 417 человек.
Центром района было определено село Багара. В 1962 году Багара переименована в село Кировское, в 1967 году отнесено к категории рабочего поселка.
На основании решений ноябрьского (1962 г.) Пленума ЦК КПСС Указом Президиума Верховного Совета Казахской ССР Кировский район 22 января 1963 года был передан в состав вновь образованной Сырдарьинской области Узбекской ССР.
В июле 1971 года Кировский район из УзССР снова был передан в состав Чимкентской области.
В селе есть 5 общеобразовательных средних школ, также работает центральная библиотека.

## Население
В 1999 году население посёлка составляло 10 682 человека (5337 мужчин и 5345 женщин). По данным переписи 2019 года, в посёлке проживали 25400 человек (12800 мужчины и 12600 женщин).

## Климат
В Асыкате субтропический континентальный климат. Классификация климатов по Кёппену — Csa. Среднегодовая температура в городе — 15,7 °C. Среднегодовая норма осадков — 413.8 мм.
| Показатель | Янв. | Фев. | Март | Апр. | Май  | Июнь | Июль | Авг. | Сен. | Окт. | Нояб. | Дек. | Год   |
| --- | ---- | ---- | ---- | ---- | ---- | ---- | ---- | ---- | ---- | ---- | ----- | ---- | ----- |
| Средняя температура, °C                                                                                              | 1,9  | 3,9  | 10,2 | 17,1 | 22,1 | 27,0 | 28,8 | 26,7 | 21,7 | 15,0 | 9,4   | 4,7  | 15,7  |
| Норма осадков, мм | 51,8 | 49,0 | 67,9 | 63,1 | 34,8 | 7,0  | 5,7  | 0,9  | 4,5  | 35,6 | 42,4  | 51,1 | 413,8 |
| Источник: http://weatherbase.com/weather/weather.php3?s=602830&cityname=Asykata%2C+Ongtustik+Qazaqstan%2C+Kazakhstan |      |      |      |      |      |      |      |      |      |      |       |      |       |